# Морсан-сюр-Орж (кантон)
Морса́н-сюр-Орж (фр. Morsang-sur-Orge) — кантон у Франції, в департаменті Ессонн регіону Іль-де-Франс.

## Склад кантону
Кантон включає в себе 2 муніципалітети:
| Муніципалітет  | Площа | Населення, осіб | Рік  |
| -------------- | ----- | --------------- | ---- |
| Морсан-сюр-Орж | 4,39  | 21165           | 2007 |
| Флері-Мерожис  | 6,51  | 9141            | 2007 |

## Консули кантону
| Період    | Консул              | Посада                            |
| --------- | ------------------- | --------------------------------- |
| 1985—1992 | Geneviève Rodriguez | Мер муніципалітету Морсан-сюр-Орж |
| 1992—1998 | Antoine Charrin     |                                   |
| 1998—2011 | Marjolaine Rauze    | Мер муніципалітету Морсан-сюр-Орж |

| Франція | Це незавершена стаття з географії Франції. Ви можете допомогти проєкту, виправивши або дописавши її. |